# Río Corb
El río Corb o Corp es un curso de agua del interior de la península ibérica, afluente del Segre. Discurre por las provincias españolas de Tarragona y Lérida.

## Curso
El río tiene su origen en la provincia de Tarragona,en la comarca de la Cuenca de Barberá. Entra en la provincia de Lérida y pasa entre localidades y municipios como Guimerá, Nalech, Rocafort, Sant Martín de Río Corb, Maldá, Belianes, Arbeca y Fondarella. Termina desembocando en el río Segre, tras haber atravesado la Plana de Urgel.
En la entrada correspondiente a la provincia de Lérida del Diccionario geográfico-estadístico-histórico de España y sus posesiones de Ultramar de Pascual Madoz se comenta, hablando del Segre, cómo:

tambien le bañan la aguas del r. Corp, que tiene su origen en la prov. de Tarragona y penetra en este par. por el térm. de Guimerá, atraviesa los de Nalech, Rocafort, San Martin, Prop (cerca) Maldá y Belianes, en cuyo punto mueve un molino harinero: las aguas de este r. al llega á una llanura de tierra cascajosa, sit. entre Belianes y Arbeca, se pierden y desparraman por bajo de una capa á corta profundidad de la tierra, tanto que en los térm. de Fondarella las producciones de cáñamo son escelentes, debido á los beneficios que aquellas reportan».
(Madoz, 1847, p. 233)

Las aguas del río, perteneciente a la cuenca hidrográfica del Ebro, terminan vertidas en el mar Mediterráneo.